# Slana (Alaska)
Slana (Ahtna: Stl’ana) ist ein Ort und ein census-designated place (CDP) in der Copper River Census Area in Alaska in den Vereinigten Staaten. Das U.S. Census Bureau hatte bei der Volkszählung 2020 eine Einwohnerzahl von 116 ermittelt.

## Geographie
Slana befindet sich am Abzweig der Nabesna Road vom Tok Cut-Off (Alaska Route 1) 350 km ostnordöstlich von Anchorage sowie 100 km nordöstlich von Glennallen. Der 658 m hoch gelegene Ort liegt am rechten Flussufer des Copper River an der Einmündung des Slana River. Im Norden erheben sich die Berge der östlichen Alaskakette, im Osten die der Mentasta Mountains sowie im Süden die der Wrangell Mountains. Das CDP-Gebiet hat eine Längsausdehnung in WSW-ONO-Richtung von 52 km sowie eine maximale Breite von 14 km. Der Copper River und dessen Nebenfluss Tanada Creek bilden die südliche CDP-Grenze. Entlang der westlichen CDP-Grenze fließt der Gakona River nach Süden.
Das Chistochina CDP grenzt im Osten an das Nabesna CDP, im Norden an das Mentasta Lake CDP sowie im Westen an das Chistochina CDP.

## Geschichte
Der U.S. Geological Survey (USGS) berichtete 1936 von einem Indianerdorf am Slana River, dessen Name sich von dem Flus ableitete. Das Slana Roadhouse liegt eine Meile vom Tok Cut-Off entfernt an der Nabesna Road. Es wurde 1928 errichtet und diente Reisenden und der 60 km entfernt gelegenen Bergbausiedlung Nabesna als Unterkunft und Versorgungsstützpunkt. Im Jahr 1953 wurde der Tok Cut-Off neu ausgerichtet und umgeht nun das Roadhouse. Dieses schloss kurz darauf und ist heute ein Privathaus. Slana wird seit dem Zensus 1980 als ein census-designated place geführt.

## Demografie
Zum Zeitpunkt der Volkszählung im Jahre 2020 (U.S. Census 2020) hatte Slana 116 Einwohner auf einer Landfläche von 954,18 km². Von den Einwohnern waren 87 Weiße, 11 amerikanisch-indianischer Abstammung sowie 2 Asiaten. Beim Zensus 2000 wurde eine Einwohnerzahl von 124 ermittelt, im Jahr 2010 waren es 147.